# Membrana nictitante

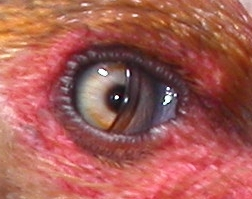
Membrana Nictitante de uma galinha

A membrana nictitante, membrana nictante, terceira pálpebra ou prega semilunar da conjuntiva, é uma dobra da conjuntiva. Localiza-se em regra numa posição medio-ventral e, nos mamíferos, é constituida por uma cartilagem em forma de T coberta por membrana conjuntiva. Ainda é apresenta a glândula da terceira pálpebra, com função de produção de lágrima, e tecido linfóide, com função de libertação de imunoglobulinas que protegem o olho de infeções.
A sua função é essencialmente proteger o globo ocular e auxiliar na sua limpeza. Esta formação é suportada por uma fina cartilagem, situada no ângulo medial do olho. É exteriorizada indirectamente pelo músculo retrator do bulbo que, quando se contraí arrasta o bulbo ocular para trás e como consequência, dada a falta de espaço resultante, a referida prega projecta-se para diante e desloca-se no sentido do ângulo ocular lateral, de forma a varrer a totalidade do revestimento conjuntival do bulbo ocular, removendo assim os corpos estranhos que aí se tenham depositado. Esta se encontrada em muitos animais. Ou seja, esta é retráctil e pode-se estender no sentido horizontal e cobrir a córnea, não bloqueando inteiramente a visão, uma vez que é translúcida, nalguns animais. Pisca com frequência, daí o seu nome nictitante ou nictante.
Ela é encontrada em répteis, anfíbios, aves, peixes e em mamíferos. No ser humano, a membrana nictitante é uma protuberância cor-de-rosa no canto interno medial dos olhos, que já não tem mais as funções originais.
Nos nossos animais domésticos é um local de boa observação para averiguar o estado geral do olho e do sistema cardiovascular. É possível a sua observação se, ao mesmo tempo que abrimos as pálpebras do animal, realizamos a retropropulsão do olho, com o cuidado de não tocar directamente na córnea. A observação direta da terceira pálpebra em animais saudáveis pode ser difícil. O prolapso da glândula da terceira pálpebra, causada por laxamento do tecido conjuntivo, é responsável pelo aparecimento de uma massa avermelhada no canto medial do olho em animais de companhia conhecida como "olho de cereja" (cherry eye).

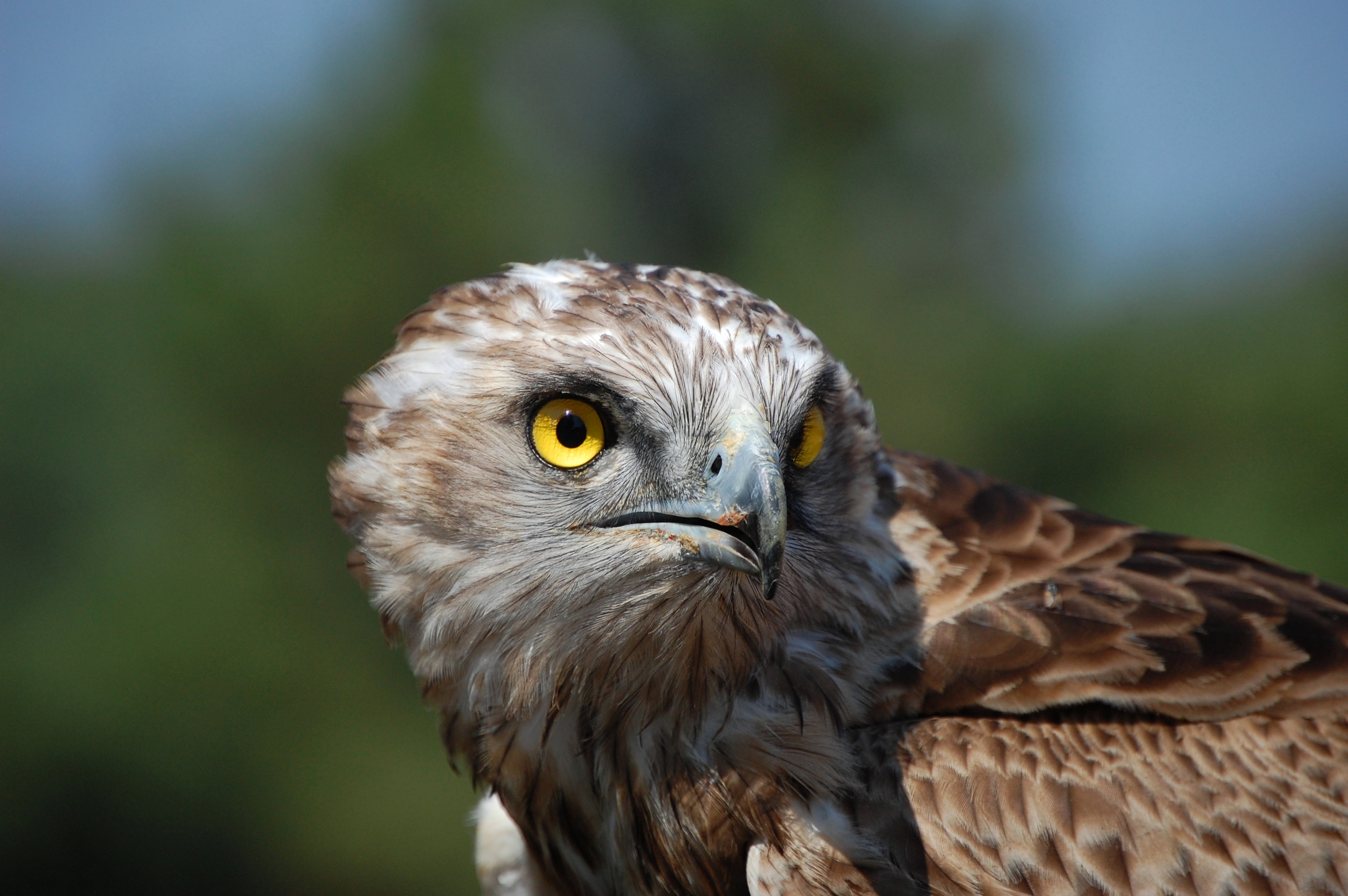
A membrana nictante pisca muito rapidamente, sendo quase imperceptível
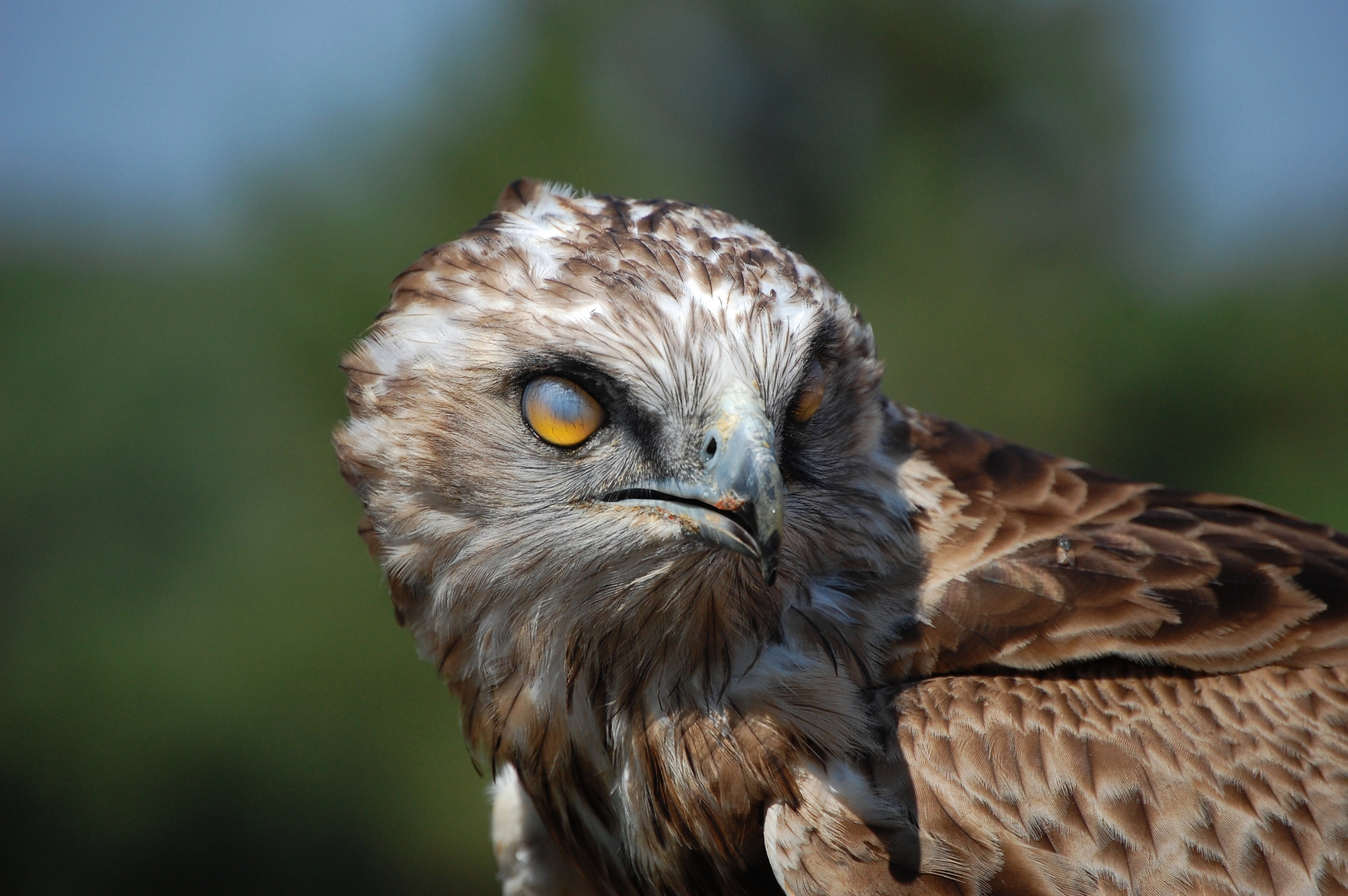
A membrana fechada (águia-cobreira)